# Ridgways buizerd
Ridgways buizerd (Buteo ridgwayi) is een roofvogel uit de familie der havikachtigen (Accipitridae). De vogel werd in 1883 door de Amerikaanse vogelkundige Charles B. Cory geldig beschreven en genoemd naar de Amerikaanse ornitholoog Robert Ridgway.. Het is een ernstig bedreigde endemische soort buizerd in de Dominicaanse Republiek.

## Kenmerken
De vogel is 36 tot 41 cm lang en weegt 330 tot 420 gram, het vrouwtje is gemiddeld 50 gram zwaarder. De vogel lijkt sterk op de  roodstaartbuizerd (Buteo jamaicensis), maar Ridgways buizerd is veel kleiner en heeft geen rode staart.

## Verspreiding en leefgebied
Deze soort komt voor in de Dominicaanse Republiek. In Haïti is deze vogel uitgestorven. Het leefgebied bestaat uit diverse typen van ongestoord bos tot op een hoogte van 2000 m boven de zeespiegel zoals regenwoud, subtropisch loofbos, naaldbos, bos in  karstgebied of moerassen waar de vogel jaagt op reptielen en kikkers. Bij uitzondering wordt deze roofvogel ook waargenomen in agrarisch landschap en secundair bos. Daarom is het een bedreigde vogelsoort die bijna uitsluitend voorkomt in speciale natuurgebieden.

## Status
In 2019 werd het totaal aantal geschat op 322 volwassen exemplaren. Om deze redenen staat deze roofvogel als kritiek op de Rode Lijst van de IUCN.